# HiBiKi Radio Station
響 - HiBiKi Radio Station -（ヒビキラジオステーション）は、ブシロードグループが運営している、インターネットラジオを配信するポータルサイト。提供はブシロードが中心。主に、トレーディングカードゲームや声優に関連するラジオ番組を無料で配信している。ラジオのみならず、映像付きの番組も配信している。

## 歴史
2009年4月1日に開設。ラムズのアニスタ.TVで配信していた『Fw:アニカンRADIO』、『いかたんRADIO』、『酒井香奈子のかなえて!シャイニング☆ドリーム』の3番組を引き継いだ。
2015年11月9日にアプリ版とともにサイトのリニューアルが行われた。無料会員登録をすることで、「お気に入り登録とその番組の連続再生」「チャプター頭出し機能と楽屋裏トークの聴取（一部番組対象）」「メールによるお知らせ情報」の特典機能が使用可能となった。
2018年4月9日より、初となる帯枠による番組配信企画「響REFRESH!」をFRESH! 響チャンネルにて配信していた。

### 運営会社の遍歴
- 2009年3月6日 - 2012年9月30日：株式会社響（初代）
- 2012年10月1日 - 2014年7月31日：株式会社響ミュージック〈新会社移管〉[2]
- 2014年8月1日 - 2016年9月28日：株式会社ブシロードミュージック〈商号変更〉
- 2016年9月29日 - 2020年1月31日：株式会社響（2代目）〈新会社移管〉[3]
- 2020年2月1日 - （現在）：株式会社ブシロードムーブ〈商号変更〉[4]。

## 番組

### HiBiKi Radio Station

#### 月曜日
- THE WORKS せず（2010年5月7日 - ）※隔週配信
- あにまにあ（2012年4月9日 - ）
- おるらじ〜キャプテン、聞いてください!〜（2017年1月9日 - ）
- 大井町クリームソーダのシュワシュワオーバーフロー・エコータイム（2017年7月3日 - ）※隔週配信
- ピュアモンラジオ（2018年1月8日 - ）
- 少女☆歌劇 ラジオスタァライト（2018年4月9日 - ）
- わきことせりこ（2019年5月20日 - ）
- シークフェルトのえ～でるラジオ（2019年5月20日 - ）
- 鷲崎健・千葉翔也 今んとこやや好き（2020年3月30日 - )※隔週配信
- 沢口けいこのソムリエールSAWAGUCHI（2022年4月11日 - ）

#### 火曜日
- デレラジ☆（2016年5月3日 - ）
- カドラジ（2016年10月4日 - ）※隔週配信
- Reバースラジオ #りばらじ（2020年5月26日 - ）
- D4DJ フローラルトゥナイト（2021年4月6日 - ）
- BanG Dream! presents Dreamer's Tunes（2022年7月5日 - ）

#### 水曜日
- 新田恵海のえみゅーじっく♪まじっく☆ → 新田恵海のえみゅーじっく♪ろけっつ☆ → 新田恵海のえみゅーじっく♪すぱいす☆ → 新田恵海のえみゅーじっく♪ふらっぐ☆（2014年7月16日 - ）※隔週配信
- ラブライブ！サンシャイン!! Aqours浦の星女学院RADIO!!!（2016年4月13日 - ）
- ホロライブpresents Vのすこんなオタ活なんだワ!（2020年5月6日 - ）
- 山口勝平のドラマティックRADIO!（2021年6月23日 - ）※隔週配信
- 全国アイドルカレッジ普及推進委員会（2022年10月5日 - ）
- 農民関連のスキルばっか上げてたら何故か強くなった。 スキルアップRADIO（2022年10月5日 - ）
- アニメ マブラヴ オルタネイティヴ通信局 2nd シーズン（2022年10月5日 - ）※隔週配信

#### 木曜日
- ガルフレ♪ラジオ「明音と文緒の聖櫻学園放送室♪」（2015年12月3日 - ）
- プリコネチャンネル Re:Dive（2017年7月6日 - ）
- ロストディケイドRADIO ～アウロラ通信～（2019年8月8日 - ）
- D4DJ presents アニソン・ブレイク!!!!（2022年1月6日 - ）（前番組　D4DJ ぐるぐるＲＡＤＩＯＴＩＭＥ！！∼陽葉学園放送室∼）
- ラブライブ！虹ヶ咲学園 ～放課後放送室～（2022年2月3日 - ）（前番組　ラブライブ！虹ヶ咲学園 ～おはよう放送室～）

#### 金曜日
- 森谷里美の完パケラジオ!（2010年10月8日 - ）
- 戦姫絶笑シンフォギアRADIO（2017年6月23日 - ）
- アルゴナビス from BanG Dream! AAside ラジオ・ロワイヤル・フェス → from ARGONAVIS アルゴナビスラジオクルーズ supported by ヴァイスシュヴァルツブラウ（2020年3月13日 - ）
- らじお café Konzert（2020年6月26日 - ）※第2・第4金曜日
- TVアニメ『ラブライブ！虹ヶ咲学園スクールアイドル同好会』RADIO アニガサキ！（2020年10月16日 - ）
- RADIO 1000ちゃんねる BOOST!（2020年11月13日 - ）※月2回
- ROAD59 -新時代ラジオ特区-（2021年4月9日 - ）
- ヴァイスシュヴァルツpresentsラジオ 映画「五等分の花嫁」（2022年8月12日 - ）
- 高橋花林・井澤美香子のごじぽんミュージアム（2022年7月1日 - ）※隔週配信
- カードファイト!! ヴァンガード Radio+Dress（2022年10月14日 - ）
- 転生貴族、鑑定スキルで成り上がる『鑑定スキルの華金ラジオ』（2024年4月12日 - ）

#### 不定期更新
- Run Girls, Radio！！（2018年4月9日 - ）※月1回不定期
- 創彩ラジオ（2022年6月15日 - ）※不定期

### Youtube
- 愛美のPerfect Woman

### 響ラジオチャンネル
- 中島由貴・武田羅梨沙多胡のかわいいラジオ（2018年4月10日 - ）
- 日笠・日高のお日様ぐみ!（2019年8月8日 - ）

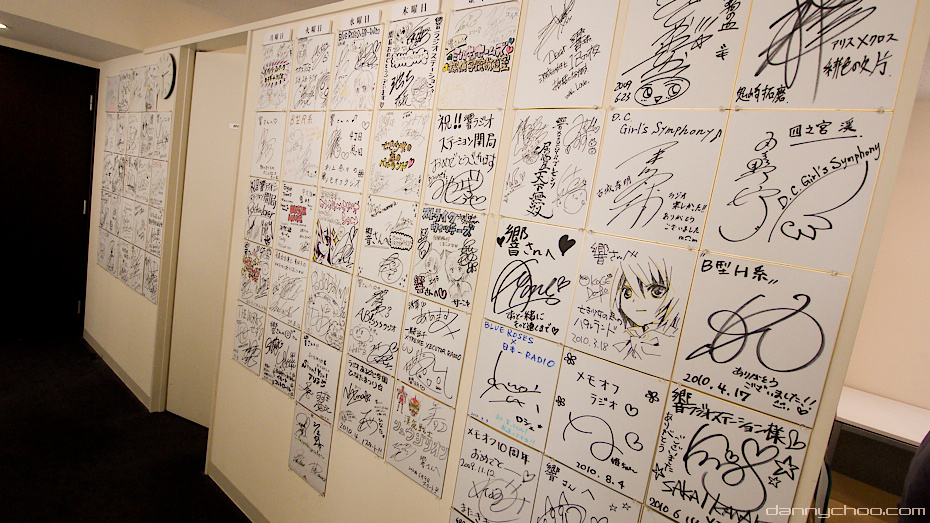
響本社に掲示されていた過去のゲスト出演者の色紙

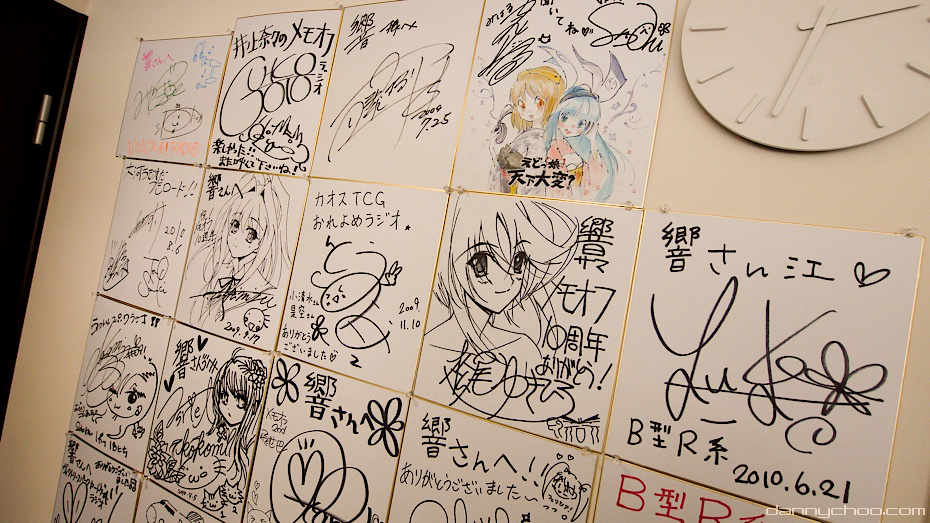
響本社に掲示されていた過去のゲスト出演者の色紙

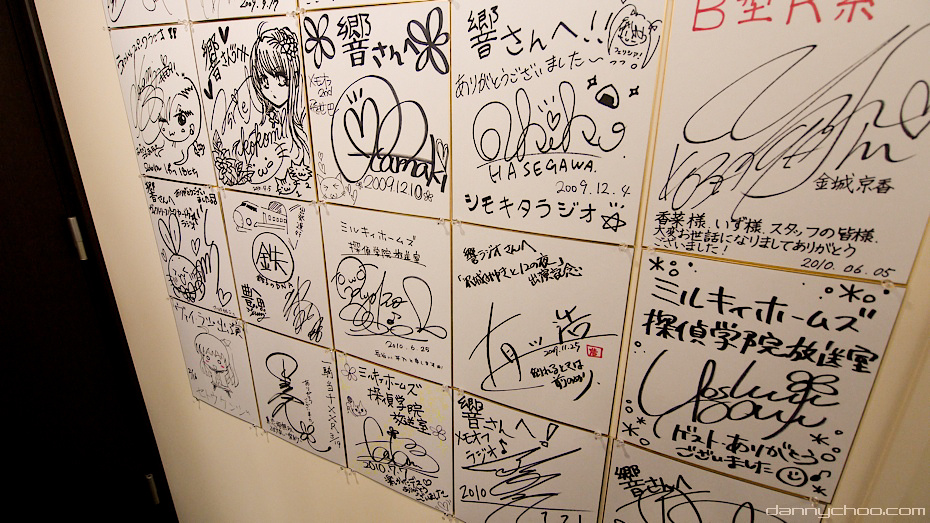
響本社に掲示されていた過去のゲスト出演者の色紙

### 単独チャンネル
- 仲村宗悟・Machicoの月曜、空いてますか?（2022年4月4日 - ）

### 配信終了の番組

#### HiBiKi Radio Station

##### 2009年
- 酒井香奈子のかなえて!シャイニング☆ドリーム（2005年10月1日 - 2009年5月7日）
- ブシロードしろくろラジオ（2009年3月20日 - 2009年9月7日）
- サンデーVSマガジン カードゲームラジオ（2008年7月 - 2009年9月16日）
- 青い花 〜Sweet Blue Radio〜（2009年6月26日 - 2009年10月30日）
- STEINS;GATEラジオ 未来ガジェット電波局（2009年9月11日 - 2009年10月30日）
- メカ・ラジ 〜須藤さんちのばあい〜（2009年7月17日 - 2009年10月23日）
- アンティフォナの聖歌姫ラジオ 〜シモキタの楽譜〜（2009年10月8日 - 2009年12月10日）

##### 2010年
- CANAAN Radio「裏・上海飯店 蛇通信」（2009年7月10日 - 2010年1月5日）
- 豊田巧と今野宏美の鉄子のDNA（2009年12月1日 - 2010年1月19日）
- にゃんこい! ラジオ 〜常高陸上部〜（2009年9月4日 - 2010年1月22日）
- 彩陽・めぐみのささめきらじお（2009年9月30日 - 2010年2月25日）
- 紳士淑女の溜り場 イノグレ倶楽部
- アリス×クロスラジオ カードの国のアリス
- D.C.toVCラジオ（2009年5月14日 - 2010年3月25日）
- アニメ天国（2007年 - 2010年）
- Fw:アニカンRADIO（2008年4月5日 - 2010年4月5日）
- ブシロードしろくろラジオハードコア
- いかたんRADIO（2009年4月1日 - 2010年4月14日）
- BUSHIROAD NAVIGATOR（2010年6月1日 - 4月18日）
- Radio Girl's Symphony（2009年6月2日 - 2010年4月20日）
- とある“ラジオ”の超電磁砲（2009年9月18日 - 2010年4月30日）
- ぐみ☆ちゃんねる（ - 2010年6月4日）
- ヴァイス・サヴァイヴ ラジオ（2009年4月13日 - 2010年7月26日）
- B型R系（2010年3月23日 - 2010年7月27日）
- 今井麻美・喜多村英梨のRADIO コープスパーティー!（2009年4月13日 - 2010年8月13日）
- 長島☆自演乙・美佳子のwwおつおつ☆ラジおっつww（2009年8月18日 - 2010年8月17日）
- 亡き少女の為のパルランド（2010年3月18日 - 8月19日）
- 滝口ミラのIDOL IN THE WEST（2010年7月31日 - 8月21日）
- 迷い猫 聴いてごラン!（2010年3月20日 - 8月28日）
- サイレントメビウス 由貴の誕生パーティ（2010年9月10日 - 10月1日）
- ミルキィホームズ 探偵学院放送室（2009年12月25日 - 2010年10月8日）
- BLUE ROSES×日本一RADIO（2010年7月13日 - 10月21日）
- 喜多村英梨のワンダリーRADIO SHOW（2010年3月31日 - 10月27日）
- あるぴじ学園ひなたまつり（2010年4月1日 - 10月28日）
- みんなで響き合うラジオ『uni.ラジ』（2010年9月10日 - 10月29日）
- 沢城みゆきと12の夜（2009年12月12日 - 2010年11月27日）
- 一騎当千 XTREAME XECUTOR RADIO（2009年12月25日 - 2010年12月3日）
- ヴィクトリースパーク カードゲームラジオ（2009年9月21日 - 2010年12月27日）
- 井ノ上奈々のメモオフラジオ（2009年7月24日 - 2010年12月29日）
- D.C.toD.X.ラジオ（2010年11月4日 - 12月30日）
- ストライクウィッチーズ スターライトストリーム（2010年1月8日 - 12月31日）

##### 2011年
- アキバ王寺尾とポンバシのオタク社長武内の街オタラジオ（2010年7月7日 - 2011年1月1日）
- 超!アニメ天国（2010年4月14日 - 2011年1月5日）
- よつばラジオ（ - 2011年1月25日）
- tororo団長のあ!!そこが知りたい（2010年4月8日 - 2011年1月27日）
- ヴィオラートのアトリエ 金元寿子の村おこしラジオ（2010年11月26日 - 2011年2月4日）
- スパイシーのKOラジオ（2010年7月12日 - 2011年2月7日）
- ラジオT.P.さくら 風見学園初等部放送委員会（2010年11月11日 - 2011年3月3日）
- ゆき奈と朱音の「らぶ*しゅな」（2010年6月10日 - 2011年3月24日）
- サブちゃん一家のやっぱりアニメはやめられない!?（2010年4月2日 - 2011年3月25日）（めでぃあ横町にて継続配信中）
- ちあ + からのチ・カ・ラ & ラジオTempa（2010年 - 2011年3月25日）
- 漢氣戦士リュウジリオン（2010年6月23日 - 2011年3月30日）
- カオスオンラインスタジオ 〜カオスタ〜（2009年9月4日 - 2011年3月30日）
- Little Nonノゾミのアキバラ!（2010年10月27日 - 2011年3月30日）
- カードキングダムラジオ（2010年4月1日 - 2011年3月31日）
- Angel Beats! SSS (死んだ世界戦線) RADIO（2010年4月1日 - 2011年3月31日）
- もっとI (アイ) をチョウダイよ（2010年8月6日 - 2011年3月31日）
- 青葉りんごのWORLD MUSIC SATELLITE（2010年9月30日 - 2011年3月31日）
- スタードライバーラジオ 銀河美少年アワー（2010年9月27日 - 2011年4月4日）
- WebMoney Presents 天宮琴音のオンラインゲームラジオ（2010年10月4日 - 2011年4月4日）
- 探偵オペラ ミルキィホームズ 明智小衣の取調室（2010年10月11日 - 2011年4月4日）
- ミルキィホームズ 探偵学院放送室2（2010年10月12日 - 2011年4月5日）
- つくものがたり〜あやかし放送局〜（2010年10月13日 - 2011年4月6日）
- もーっと! ラジオ To LOVEる -とらぶる-（2010年10月7日 - 2011年4月7日）
- ぷちこのおしえて! ほっけみりん。（2010年8月14日 - 2011年4月16日）
- ブリフラジオ!（2010年5月17日 - 2011年4月18日）
- ドラクラジオ! 二人のロスト・プレシャス（2010年12月10日 - 2011年4月22日）
- アリス×クロスラジオ Show☆You アリ×ラジ（2010年4月21日 - 2011年4月27日）
- ブシロード ヴァイシュヴァルツハードコア（2009年 - 2011年4月）
- とある"ラジオ"の禁書目録II（2010年9月24日 - 2011年5月6日）
- ミラマリアのNatural Radio（2010年9月11日 - 2011年5月7日）
- ラジオキュアガール 略してラジキュア（2011年2月3日 - 5月12日）
- 橘田いずみと内田彩のフリージング ウエストミドルフィールド ゼネティックス学園分校!!（2010年12月10日 - 2011年5月13日）
- みつどもえラジオ「3ちゃんねる」（2010年6月10日 - 2011年5月16日）
- あるぴじ学園 まつりの夜の小夜曲（2010年11月4日 - 2011年5月26日）
- HXLアワー ニードルアイ（2010年5月18日 - 2011年6月21日）
- AKIBA'S TRIP ダブプリねっと!（2011年4月27日 - 6月22日）
- コスプレンシャル☆コーポレーション（2010年8月12日 - 2011年6月23日）
- サイキックラバーのアニソンRADIO（2010年4月12日 - 2011年6月27日）
- VOICHA!RADIO（2010年3月10日 - 2011年7月27日）
- べびプリRadio ぱらだいす0[ラブ]（2011年2月14日 - 8月15日）
- 山本彩乃とMAKOのラジオ コープスパーティー（2011年5月13日 - 9月9日）
- 異国迷路のクロワーゼ・ロアの歩廊（ギャルリ・ド・ロア）を歩きながら（2011年6月10日 - 9月23日）
- あんちょびステーション（2011年4月1日 - 9月26日）
- 聡美と羽衣のR@dio once（2010年7月7日 - 9月28日）
- ホンバン。（2011年3月2日 - 9月28日）
- ぼんぼりラジオ 花いろ放送局（2011年4月8日 - 9月30日）
- AGC38のえーじーしーラヂヲ（2011年2月22日 - 10月4日）
- 白恋♥ラジオナースステーション（2011年7月13日 - 10月5日）
- ロンリー・ブラック・レイディオ（2011年2月26日 - 10月7日）
- 名探偵コナンラジオ【お試し版】（2011年8月6日 - 10月15日）
- ラグナロク 〜光と闇の皇女〜 全力応援! ラジヒカ（2011年8月30日 - 11月29日）
- 創刊! コミック アース・スター 編集会議（2010年8月16日 - 12月13日）
- 農業ムスメ! 〜みのり村放送局〜（2011年1月17日 - 12月19日）
- ヴァイスシュヴァルツ ポータブル 矢作紗友里・南條愛乃の 白黒学園放送部（2011年7月28日 - 12月22日）
- ミルキィホームズ 探偵学院放送室3（2011年4月19日 - 12月27日）
- 下野紘と伊瀬茉莉也の『ベン・トー』RADIO『ラジ・オー』（2011年9月28日 - 12月31日）

##### 2012年
- ラジオどっとあい 荒川美穂のちぃちゃなできごと（2011年10月25日 - 2012年1月3日）
- 魔界戦記ディスガイア4×日本一RADIO（2010年10月27日 - 2012年1月25日）
- がちヨミ! デコよみ!?（2011年8月6日 - 2012年1月27日）
- 慧心学園 ロウきゅー部! エクストラ（2011年10月11日 - 2012年2月7日）
- クラブ・グリザイア（2011年2月9日 - 2012年2月29日）
- しよ子といっしょにラジオしよ（2012年2月14日 - 3月6日）
- ティンクル☆くるせいだーす イレアとルルシェの”神”ラジオ（2011年7月28日 - 2012年3月15日）
- メグ伯爵と秘密の庭（2011年8月1日 - 2012年3月26日）
- fujyoshi.jp café（2009年7月22日 - 2012年3月28日）
- 黒猫ラジオ マ法店再建計画（2011年12月14日 - 2012年3月28日）
- 長谷優里奈のイソフラボン☆バー↑（2010年11月10日 - 2012年3月28日）
- カードファイト!! ヴァンガード ラジオ（2011年1月13日 - 2012年3月29日）
- ラストエグザイル カルタッファル通信（2011年11月11日 - 2012年3月30日）
- 響 & IOSYSプレゼンツ『居酒屋 天下無双!』（2010年8月14日 - 2012年3月31日）
- 潘めぐみと伊瀬茉莉也のHUNTER×HUNTER HUNTER STUDIO（2011年9月24日 - 2012年4月1日）
- ハイスクールD×D 駒王学園 裏オカルト研究部（2011年12月12日 - 2012年4月2日）
- しろがねしょぉむと斉藤佑圭のPower Voice Jam!（2010年10月11日 - 2012年4月2日）
- V.S UNION Network+（2011年1月18日 - 2012年4月3日）
- ラジオどっとあい 石原夏織のどいたまですっ★（2012年1月10日 - 4月3日）
- マヨナカ影ラジオ（2011年10月6日 - 2012年4月5日）
- ゼロの使い魔 on the radio 〜トリステイン王国へようこそ〜（2011年8月27日 - 2012年4月14日）
- キルミーベイベー 殺し屋ラジオ（2011年12月9日 - 2012年4月27日）
- HXLアワー（2010年5月4日 - 2012年6月5日）
- レガシスタ×日本一RADIO（2012年2月1日 - 6月6日）
- Webらじお 葵座異聞録 〜漫遊の書〜（2011年12月21日 - 2012年6月13日）
- パパ聞き! RADIO（2011年12月1日 - 2012年6月21日）
- ミルキィホームズ 探偵学院放送室4（2012年1月3日 - 6月26日）
- ZET NIGHT RADIO（2012年4月4日 - 6月27日）
- サーカスラジオ ボルケーノNEO（2011年11月10日 - 2012年6月28日）
- 東山奈央のなおのこと! 奈央のこと♪（2012年4月10日 - 7月3日）
- 超!えどっ娘 天下大変!!（2010年12月10日 - 2012年7月6日）
- イチカとりのんのなつまちラジオ（2011年12月26日 - 2012年8月27日）
- みんなで作る小芝居バラエティ 中村繪里子とザ・マッシュの ぷちドラ同好会（2012年5月11日 - 8月31日）
- ファイ・ブレイン ラジオ マルコーニの称号（2012年4月2日 - 9月17日）
- ケータイ少女〜replay〜（2011年10月5日 - 9月12日）
- アニメ「シャイニング・ハーツ」〜ふわっふわのラジオ〜（2012年4月12日 - 9月20日）
- カードファイト!!ヴァンガードRADIO!!  LIMIT BREAK!!（2012年4月5日 - 2013年2月7日）
- 煉獄のクルセイド 絶対服従ラジオ（2012年5月28日 - 9月24日）
- 初原千絵・のりぞーゆっころ・THE 1000人SHOW（2011年10月20日 - 2012年9月27日）
- ラジオRewrite 月刊テラ・風祭学院支局（2011年5月27日 - 2012年9月28日）
- うぽって!! ラジオ 〜とつげき!! sweet ARMS〜（2012年3月23日 - 9月28日）
- 真礼と...ともだちになりたいひと〜っ!?（2012年7月10日 - 10月2日）
- ハマテレビジョン（2012年8月6日 - 10月8日）
- 南條愛乃と紗綾のイモートコントロール（2010年4月27日 - 2012年10月9日）
- ラジオ「カンピオーネ!」 〜日笠・日高はまつろわず〜（2012年6月21日 - 10月11日）
- だから僕は、Hなラジオができない。（2012年7月4日 - 10月24日）
- TARI TARI ラジオ ゆったりまったり放課後日誌（2012年6月22日 - 10月26日）
- ラジオミルキィホームズ〜姫ちゃん&ゆかいな仲間たち〜（2012年7月6日 - 10月26日）
- ラグラジ! 〜石原夏織と瀬戸麻沙美の『輪廻のラグランジェ』Webラジオ〜（2011年11月5日 - 2012年10月27日）
- 織田信奈の野望 伊藤かな恵・矢作紗友里のデアルカラジオ（2012年6月19日 - 10月30日）
- ツダケンロードショーはてるまでラジオ（2011年3月14日 - 2012年11月19日）
- West East Idol Broadcast Station（2011年5月28日 - 2012年11月24日）
- 霜月はるかのFrost Moon Cafe（2010年11月3日 - 2012年11月28日）
- 真田アサミのどるちぇJamSession（2011年11月30日 - 2012年11月28日）
- 青エクラジオ みんなで魔神（サタン）を倒し魔SHOW!（2011年2月27日 - 2012年12月7日）
- ラブライ部 ラジオ課外活動 〜にこりんぱな〜（2011年5月31日 - 2012年12月15日）
- Run LAN Radio!（2011年10月13日 - 2012年12月20日）
- Radio なおしゃべる。（2010年3月31日 - 2012年12月26日）
- 小林ゆうの（仮）（2011年1月19日 - 2012年12月26日）
- 長谷川明子のSimply Lovely（2011年8月17日 - 2012年12月26日）
- THREE ARROWS ラジオ「らいか・デイズ」 マニア（2012年9月22日 - 12月26日）
- 花澤香菜のひとりでできるかな?（2011年5月18日 - 2012年12月26日）
- 宮崎羽衣の危ういラジオ（2009年5月15日 - 2012年12月28日）
- 井上喜久子 魅惑のおしゃべりメロン（2011年9月16日 - 2012年12月28日）
- アニメ『恋と選挙とチョコレート』ラジオ 緒方恵美のショッケン乱YO!!（2012年4月13日 - 12月28日）
- 野川さくらのマシュマロ♪たいむ（2009年4月6日 - 2012年12月31日）※番組は2001年10月7日開始、ランティスネットラジオから移転。

##### 2013年
- BTOOOM! ラジオ!（2012年9月26日 - 2013年1月2日）
- ラジオ ムンムンガンド（2012年4月13日 - 2013年1月11日）
- 朗読少女RADIO 〜朗読倶楽部のお時間です〜（2012年7月17日 - 2013年1月15日）
- web喫茶よずりの（2012年7月24日 - 2013年1月22日）
- わんおふ らじお -one off radio-（2012年9月28日 - 2013年1月25日）
- ラジオだけどみんなの愛さえあれば関係ないよねっ（2012年10月2日 - 2013年1月29日）
- ラジオ コード：ブレイカー ―目には目を、歯には歯を、ラジオにはラジオを!?―（2012年9月26日 - 2013年1月30日）
- 小見川千明のゆるっとふわっと（2012年7月9日 - 2013年2月11日）
- 神様はじめました 巴衛と瑞希のミカゲ社通信（2012年9月19日 - 2013年2月13日）
- ラジオTo LOVEる -とらぶる- ダークネス 〜えっちぃのはキライですが素敵です〜（2012年9月8日 - 2013年2月23日）
- 能登麻美子・地球NOTE（2011年2月17日 - 2013年3月18日）
- 閃乱カグラ 原田ひとみ・今井麻美のにゅうにゅうにゅうラジオ（2012年12月11日 - 2013年3月19日）
- 蒼い世界の隅っこで（2012年10月11日 - 2013年3月21日）
- イクシオン サーガ PR（2012年9月25日 - 2013年3月26日）
- ソードアート・オンエアー（2012年5月22日 - 2013年3月26日）
- 劇場版 とあるラジオの禁書目録（2012年10月31日 - 2013年3月27日）
- ココロコネクト 文研新聞〜ラジオ版〜（2012年7月6日 - 2013年3月29日）
- THE IDOLM@STER STATION!!!archive!（2010年4月2日 - 2013年3月29日）
- アクセル・ワールド 〜加速するラジオ〜（2012年3月19日 - 2013年4月1日）
- ラジオ 新日本プロレス（2012年4月10日 - 2013年4月2日）
- 魔導士ギルド放送局 やりすぎソーサラー!（2011年2月11日 - 2013年4月19日）
- 風見学園新聞部（2012年1月5日 - 2013年4月25日）
- ロボティクス・ノーツRADIO〜リアルロボ部 少年少女たちの夢〜（2011年11月3日 - 2013年4月26日）
- 僕は友達が少ない on AIR RADIO（2011年8月9日 - 2012年4月10日、2012年12月11日 - 2013年5月14日）
- 今井麻美・関智一のRADIO STEINS;GATE（2013年3月7日 - 5月16日）
- 長谷川明子のBright Dreams（2013年1月9日 - 5月22日）
- 頭文字D Radio Stage（2012年11月10日 - 2013年5月26日）
- ビビッドレッド・ラジオペレーション（2012年12月6日 - 2013年5月30日）
- ナビンと勇者のラジオの時間ですよ!（2012年9月12日 - 2013年6月13日）
- たまこまーけっと もちもちラジオ（2013年1月14日 - 6月24日）
- 武者陵司のグローバルアイ（2013年3月9日 - 6月29日）
- TVアニメ「デビルサバイバー2」ラジオ ニカイア（2013年4月4日 - 7月11日）
- ぷちドラ同好会2（2012年9月21日 - 2013年7月12日）
- Daisy×Daisy MiKAの10歳×満喫!! ”真夏の夜の幻影”SPECIAL!（2013年7月26日）
- 這いよれ! ニャル子さんW 名状しがたいラジオのようなもの（2013年4月15日 - 8月5日）
- 戦勇。ラジオ勇者通信：2013年1月12日 -8月11日）
- ヴァイスシュヴァルツ ひみつのタミテラッシュ村（2010年9月14日 - 2013年8月26日）
- ラジオD.C.（2013年5月22日 - 9月11日）
- 内田真礼・徳井青空のブシモ通信（2012年12月4日 - 2013年9月24日）
- 浪川大輔・宮野真守の「GATCHAMAN CROWDS RADIO」（2013年7月5日 - 9月27日）
- たった一度の本番を棒に振るラジオ（2013年6月27日 - 10月10日）
- ファンタジスタトーク（2013年6月28日 - 10月11日）
- せいやん・YURIAの 美少女ゲームは嫌い（2011年10月8日 - 2013年10月26日）
- コンセプションっつーラジオ! 〜俺のラジオを聴いてくれ!〜（2013年8月9日 - 11月1日）
- ハイスクールRADIO×RADIO（2013年6月19日 - 11月27日）
- はる学自動車部（2013年2月28日 - 11月28日）
- ラジオもSS! 慧心学園ロウきゅー部!（2013年6月27日 - 12月5日）
- へんねこらじお（2013年2月25日 - 12月25日）
- とあるラジオの超電磁砲S（2013年3月21日 - 12月26日）
- 幻影ヲ駆ケルRadio（2013年6月27日 - 12月26日）
- ラジオ ふたりはミルキィホームズ（2013年7月5日 - 12月27日）
- 神ないラジオ 〜紗友里と亜衣の日曜日〜（2013年6月30日 - 12月29日）

##### 2014年
- スクエニChan!（2011年10月6日 - 2014年1月30日）
- webラジオペースメーカー（2010年12月11日 - 2014年3月11日）
- ヴァンガードラジオ 宮地学園放送局（2013年2月14日 - 2014年3月13日）
- ワタモテRADIO（2013年7月16日 - 2014年3月18日）
- ファイ・ブレイン ラジオ〜マルコーニの称号〜（2013年9月9日 - 2014年3月24日）
- アウトブレイク・カンパニー OBCラジオ（2013年9月13日 - 2014年3月28日）
- 恋愛ラボRADIO（2013年6月18日 - 2014年4月1日）
- ロボガラジオ 聞かなきゃ全員フルボッコだZ!（2013年12月23日 - 2014年5月26日）
- 妹ちょ。らじお（2013年12月26日 - 2014年6月14日）
- らじおらいだぁす!（2014年4月2日 - 6月25日）
- デート・ア・ラジオ（2013年4月4日 - 2014年6月26日）
- ラジオD.C.2014（2014年4月4日 - 6月27日）
- Weiß Schwarzラジオ（2013年10月7日 - 2014年6月30日）
- ラジオ七々々の部屋（2014年4月7日 - 6月30日）
- ブラック・ブレット 〜延珠＆ティナの天誅ラジオ〜（2014年4月1日 - 7月8日）
- マンアシラジオ（2014年4月2日 - 7月9日）
- 僕らはみんな河合荘 〜ラジオもみんな河合荘〜（2014年3月27日 - 7月10日）
- ソウルイーターノット! NOTりラジオ!（2014年4月10日 - 7月31日）
- ゴミ溜めPEACE RADIO（2014年7月11日 - 8月16日）
- ヴィクトリースパーク ラジオ! 〜みころんでいきマッシュ!〜（2011年1月10日 - 2014年8月25日）
- 今井麻美と原由実のラジオ『コープスパーティーR』（2013年2月1日 - 2014年8月29日）
- リトルバスターズ!R（2012年10月5日 - 2014年9月12日）
- sweet ARMS放送局 〜RADIO THE TRIGGER〜（2014年7月1日 - 9月23日）
- ご注文はラジオですか?（2014年3月26日 - 9月24日）
- 蒼井翔太の青空サンシャイン with ジョイまっくす（2014年5月12日 - 9月7日）
- ハマトラジオ from カフェノーウェア（2013年12月30日 - 2014年9月28日）
- ChaosTCG おれよめラジオ（2009年3月31日 - 2014年9月30日）
- あいみ あやさのミルキィホームズフェザーズタイム（2014年1月3日 - 10月10日）
- ミルキィホームズ・アワー（2014年2月7日 - 10月10日）
- グラスリップ〜カゼミチラジオ〜（2014年6月30日 - 10月13日）
- 精霊使いの剣舞放送〜ブレラジ〜（2014年7月1日 - 10月14日）
- マヨナカ影ラジオ ザ・ゴールデン（2014年7月3日 - 10月16日）
- 間島淳司・下野紘の男気サンシャイン（2013年5月24日 - 11月8日、2014年8月8日 - 10月24日）
- 立ちヴァン サンデー（2012年4月8日 - 2014年10月26日）
- ヴァンガードラジオ 俺たちレギオンメイト（2014年3月20日 - 11月6日）
- 三森すずこと遠藤ゆりかの「まじもじラジオ」（2014年7月18日 - 11月7日）
- 愛美のゆとりんらんど（2014年4月8日 - 2014年12月）(後番組 愛美のゆとりん学園)
- 喜多村英梨のROYAL × RADIO（2010年11月8日 - 2014年12月15日）
- デレラジ（2012年8月30日 - 2014年12月23日）
- 大図書館の羊飼い The Radio（2014年9月10日 - 12月24日）
- ラジオ 極黒のブリュンヒルデ カズミと小鳥の「いちばん星み〜つけた!」（2014年4月10日 - 12月25日）
- 緒方恵美と妖精の国。（2013年3月8日 - 2014年12月26日）
- 棺音（ラジオ）のチャイカ（2014年4月18日 - 12月26日）
- 立ち上がれ! 僕らのヴァンガード（2011年4月9日 - 2014年12月27日）
- 津田美波のラジオ モモキュンソード!（2014年6月17日 - 12月31日）

##### 2015年
- ヤマノススメ ラジオノススメ（2014年7月14日 - 2015年1月5日）
- オオカミ少女とラジ王子（2014年10月12日 - 2015年1月6日）
- ティグルとリムの魔弾ラジオ（2014年9月30日 - 2015年1月20日）
- 白銀の意思 アルジェヴォルン 独立第八部隊・秘密通信（2014年6月25日 - 2015年1月28日）
- 天体のメソッド放送局（2014年9月26日 - 2015年1月30日）
- 24時半ラジオ!愛は天地を救う!?（2014年10月 - 2015年1月）
- EXIT TUNES PRESENTS ラジオ半熟少女（2014年11月11日 - 2015年2月17日）
- おにぎりラジオ 〜かぐやの電子瓦版〜（2014年2月20日 - 2015年2月26日）
- ソードアート・オンエアーII（2014年6月9日 - 2015年3月2日）
- RADIO TERRAFORMARS 〜アネックス1号航海記録〜（2014年7月19日 - 2015年3月28日）
- アミュレートラジオ（2013年7月30日 - 2015年3月31日）
- ラジオ ハナヤマタ〜校内放送、しませんか?（2014年7月29日 - 2015年3月31日）
- TVアニメ幸腹グラフィティPRESENTS ムネやけ（2014年12月26日 - 2015年4月3日）
- 大垣きゅんラジオ（2014年8月1日 - 2015年4月15日）
- 牙狼＜GARO＞－炎の刻印－ 魔戒通信（2014年10月3日 - 2015年4月24日）
- 神様はじめました◎〜ミカゲ社通信・鞍馬山出張版〜（2014年12月12日 - 2015年5月22日）
- ガルフレラジオ〜エレナと木乃子の秘密の放課後〜（2013年10月8日 - 2015年6月16日）
- いとうかなこのspark! ラジオ（2015年4月7日 - 6月30日）
- こずみっくらじお（2015年4月30日 - 7月2日）
- TVアニメ「ダンまち」 ラジオに松岡との出会いを求めるのは間違っているだろうか（2015年3月20日 - 7月3日）
- グリザイアの番組（ラジオ）〜世界に刃向かう、一つのラジオ〜（2014年9月30日 - 2015年7月14日）
- ミカグラ学園ラジオ放送部（2015年4月9日 - 7月16日）
- ロボガラジオ 聞かなきゃ全員フルボッコだZ!プラス（2015年5月14日 - 7月23日）
- TVアニメ「SHOW BY ROCK!!」（2015年4月10日 - 7月25日）
- ハイスクールD×D BorN 宣伝番組「D×Dステーション」（2015年3月20日 - 7月26日）
- 蒼井翔太の青空サンシャイン with ジョイまっくすポコ（2015年6月29日 - 7月27日）
- ルミナスアーク インフィニティ 詩と願いで紡ぐラジオ（2015年4月2日 - 7月30日）
- ミチルとザックのプラメモラジオ（2015年3月26日 - 7月31日）
- FAIRY TAIL ギルド de ラジオ（2015年3月25日 - 8月5日）
- パセラボ +PLUS+（2013年7月4日 - 2015年8月13日）
- 千菅春香のラ・ラジオ・コミュニケーション（2015年7月25日 - 8月15日）
- なないろラジオガールズ（2015年4月30日 - 8月27日）
- 超えろ! ヴァンガードG（2015年1月3日 - 9月26日）
- 実は私はらじお（2015年7月6日 - 9月28日）
- Charlotteラジオ 〜友利奈緒の生徒会活動日誌〜（2015年7月7日 - 9月29日）
- 彩音のChoco-Bana-Radio（2013年7月3日 - 2015年9月30日）（2018年10月6日よりエフエムこしがやにて復活）
- ラジオ七つの大罪 <豚の帽子>亭ホークトーク（2014年9月24日 - 2015年9月30日）
- ラジオ VENUS PROJECT（2015年4月3日 - 9月25日）
- カードファイト!!ヴァンガードG ヴァンガードラジオG（2014年11月13日 - 2015年10月1日）
- 荒波和沙のロボガZフルバト放送局（2015年8月6日 - 10月1日）
- ガッチャマンクラウズRadio〜インサイト〜（2015年7月13日 - 10月5日）
- クロノワルツ冒険活劇ラジオ「クロノワクエスト」（2015年4月30日 - 10月8日）
- ヘタリアWEBラジオ 〜ヘタリラ The World Twinkle〜（2015年7月3日 - 10月9日）
- それが声優!Presents WEBラジオ!（2015年10月10日 - 11月28日）
- エミル・クロニクル・オンライン アクロニア学院 放送室（2015年4月6日 - 11月30日）
- AMAZING SOUL LABO RADIO（2015年1月12日 - 12月14日）
- ジョジョの奇妙な冒険 スターダストクルセイダース オラオラジオ!（2014年7月4日 - 12月18日）
- まなびぃ♥そらじぃの○○Cafe（2010年11月15日 - 2015年12月21日）
- Radio「緋弾のアリアAyane Ai」（2015年9月23日 - 12月23日）
- なないろラジオガールズREPEAT（2015年10月29日 - 12月24日）
- ラジオ モモキュンソード R!（2015年7月10日 - 12月25日）
- ラジオ To LOVEる-とらぶる- ダークネス2nd 〜えっちぃのはキライですがやっぱり素敵です♥〜（2015年6月8日 - 12月28日）
- らじおらいだぁす!!〜津田健次郎・五十嵐裕美・黒澤ゆりかの動画大作戦!〜（2015年10月6日 - 12月29日）
- ヴァルキリードライヴ 〜ラジオマーメイド〜（2015年10月13日 - 12月29日）
- X RADIOS（2015年1月7日 - 12月30日）
- ご注文はラジオですか??〜ラビットハウスへようこそ〜（2015年9月30日 - 12月30日）
- 佐藤ひろ美のひろらじ（2010年5月6日 - 2015年12月31日）
- アクエリオンロゴス 創声部（2015年7月2日 - 12月31日）

##### 2016年
- 終わりのラジオ（2015年2月20日 - 2016年1月15日）
- アイマスタジオ（2011年4月8日 - 2016年2月12日）
- ラジオ 戦姫インペリアル from 英雄*戦姫（2016年1月4日 - 2016年3月21日）
- ラブライブ! μ's広報部 〜にこりんぱな〜（2013年1月9日 - 2016年3月23日）
- 浅野真澄 生天目仁美の HiBiKi当千（2011年10月20日 - 2016年3月24日）
- ラジオのRINNE…みたいな?（2015年3月23日 - 2016年3月28日）
- えとたまらじお〜ソルラルくれにゃ!〜（2015年4月6日 - 2016年3月28日）
- しろくろジョーカー 電波瓦版（2015年5月21日 - 2016年3月31日）
- GATE 自衛隊 彼の地にて、斯く戦えり〜アルヌス放送局〜（2015年6月25日 - 2016年3月31日）
- ニッポン朗読アカデミー（2013年12月6日 - 2016年4月1日）
- 黒子のバスケ 放送委員会（2012年3月31日 - 2016年4月2日）
- VOICE SESSION（2016年1月18日 - 3月7日）
- で、何します?（2015年8月26日 - 2016年3月16日）
- きかせて! ギャル子ちゃん（2016年1月11日 - 4月4日）
- 蒼の彼方のフォーリズム 邪神ちゃんねる（2016年1月25日 - 4月4日）
- ヘヴィーオブジェクト 超大型ラジオ（2015年9月24日 - 2016年4月7日）
- ダイヤのA 〜ネット甲子園〜（2013年10月1日 - 2016年4月12日）
- デレラジA（2015年1月6日 - 2016年4月26日）
- フューチャーラジオ バディファイト（2014年4月5日 - 2016年4月30日）
- 砂雪と夕夏のしょこめざラジオ（2015年12月10日 - 2016年6月2日）
- ゆりゆららららゆるゆり放送室（2011年10月7日 - 2016年6月24日）
- 明乃とましろのハイスクール・フリートラジオ 晴風艦内放送（2016年4月11日 - 7月4日）
- 田中くんはラジオもけだるげ（2016年4月8日 - 7月15日）
- テラフォーマーズラジオ ヒゲとボインが地球を救う！（2016年3月31日 - 7月28日）
- 「千菅春香のピンク・フラミンゴ」とんでもないラジオやっちゃうよ〜!?（2016年3月16日 - 8月3日）
- 501st JFW.OA〜第五〇一統合戦闘航空団公式放送〜（2011年3月10日 - 2016年9月23日）
- BanG_Dream! RADIO!!!!!（2015年9月18日 - 2016年9月26日）
- ももくりラジオ 〜私たちのラジオ「変」ですか?〜（2016年7月1日 - 9月30日）
- ReLIFE研究所広報課（2016年8月26日 - 9月30日）
- ラジオ ヴァンガードG 挑め!掴め!トライスリー!!!（2015年10月3日 - 2016年10月1日）
- 後藤沙緒里と喜多村英梨のSEラジオ（2015年9月29日 - 2016年10月3日）
- ワンパンマン 正義執行!マジラジオ!（2015年11月13日 - 10月14日）
- 女神ラジオ〜めがらじ〜（2016年7月21日 - 10月27日）
- アクセル・ワールド 〜加速するラジオ〜INFINITE∞BURST（2016年6月24日 - 11月18日）
- NOeRADiO（2016年6月16日 - 11月24日）
- ラジオ キズナイーバー キズラジ（2016年4月11日 - 12月5日）
- ラジオ クオリディア・コード 南関東三都市防衛機構放送部（2016年7月1日 - 12月23日）
- 美少女遊戯ユニットクレーンゲールの地球防衛隊って何するの?（2016年7月6日 - 12月21日）
- あるらじ! そよぎと六花の Radio de ALcot!（2013年6月6日 - 2016年12月22日）※休止中
- ブブキ・ブランキ -心と右手をつなぐラジオ-（2015年12月28日 - 2016年12月26日）
- アニメ『刀剣乱舞-花丸-』WEBラジオ 「安定・清光の『花丸通信』」（2016年8月26日 - 12月26日）
- 南波刑務所 放送局（2016年10月6日 - 12月29日）

##### 2017年
- STARMARIEラジオ「姫は乱気流☆御一行様」（2016年8月30日 - 2017年1月3日）
- ジョジョの奇妙な冒険 ダイヤモンドは砕けない 杜王町RADIO 4 GREAT（2016年4月15日 - 2017年2月10日）
- ラジオ「七分の大罪」（2016年1月6日 - 2017年2月22日）
- 双星の陰陽師ラジオ〜ろくろ・紅緒のひとつ屋根の下〜（2016年3月31日 - 2017年3月9日）
- AniLabo（2015年9月3日 - 2017年3月16日）
- ミルラジ（2015年9月15日 - 2017年3月21日）
- 愛美のゆとりん学園（2014年12月16日 - 2017年3月28日）（前番組 愛美のゆとりんらんど）
- 新田恵海のえみゅーじっく♪まじっく☆（2014年7月16日 - 2017年3月29日）
- ALL OUT!! ラジオ 翔也と勇人のトークアウト!!（2016年10月6日 - 2017年3月30日）
- TRICKSTER 少年探偵団ラジオ（2016年10月5日 - 2017年4月5日）
- レッツ&ゴー!!情報局 Radio Racers!!（2015年5月26日 - 2017年4月18日）
- Tokyo Running Style（2016年4月6日 - 2017年4月19日）
- TVアニメ「Rewrite」ラジオ 月刊テラ・風祭学院支局（2016年7月4日 - 2017年6月19日）
- RadioポッピンQ 〜ほんのすこし面白くする、それだけで世界は変わる〜（2016年7月22日 - 2017年6月30日）
- 恋愛暴君暴れん坊ラジオ（2017年3月27日 - 7月3日）
- KING OF PRISM ラジオ 〜Secret Rose Time〜（2016年12月9日 - 2017年7月7日）
- 吉田真弓・三宅淳一の「響け!ねぶロード!」（2015年5月28日 - 2017年8月3日）※休止中
- 中谷亜美と沼裕華のカルーア☆カシス放送局（2016年9月1日 - 8月17日）
- ノーラジオ・ノーライフ ゲーマー兄弟がラジオをするそうです。（2014年4月8日 - 12月30日、2017年5月19日 - 8月25日）
- ラジオ ヴァンガードG NEXT（2016年10月8日 - 2017年10月21日）
- RADIO NEW GAME!（2016年7月5日 - 2017年10月31日）
- クリオネの灯り〜男子たちの放課後〜（2017年7月5日 - 11月1日）
- 活撃 刀剣乱舞 ラジオの陣（2017年6月30日 - 11月30日）
- めがみめぐりのらじおめぐり（2016年9月19日 - 2017年12月18日）
- 連盟空軍広報局公式放送　LNAF.OA.ラジオワールドウィッチーズ（2016年10月7日 - 2017年12月25日）※毎月10日、25日配信
- 妹と加隈亜衣と藤田茜とラジオさえあればいい。（2017年10月8日 - 2017年12月25日）
- ラジ充のススメ 鈴木と上田がログインしました（2017年9月26日 - 12月26日）
- 浅沼晋太郎・鷲崎健の「思春期が終わりません」（2014年6月4日 - 2017年12月27日）
- 有限会社ひめがみ商事（2017年4月20日 - 12月29日）

##### 2018年
- ロボマスターズラジオ（2017年11月2日 - 2018年1月11日）
- Run Girls, Radio!（2017年10月3日 - 2018年1月30日）
- 植田佳奈と徳井青空のラクエンロジックラジオ（2016年5月19日 - 2018年2月1日）
- STARMARIEの居ない世界で、橘田いずみは明日を迎えられる?（2017年8月22日 - 2018年2月6日）
- Dies irae ラジオ（2017年10月3日 - 2018年2月19日）※月2回
- 畠中祐の今、向かってます!!!（2017年10月3日 - 2018年3月27日）
- ノラと皇女と野良猫ラジオ（2017年5月25日 -2018年3月29日 ）※休止中
- 戦刻ナイトブラッドWEBラジオ「戦ブラジオ」（2017年4月28日 - 2018年3月30日）※隔週
- フューチャーラジオ バディファイトSSS（2016年5月7日 - 2018年3月31日）
- WEBラジオ ぞく!『花丸通信』（2018年1月15日 - 2018年4月2日）※隔週
- ラジオ フレームアームズ・ガール（2017年1月25日 - 2018年4月4日）※隔週
- けものフレンズRADIO!!（2016年11月21日 - 2018年4月23日）
- メルヘン・メドヘン 楠木ともりの見習いラジオ（2017年11月17日 - 2018年4月25日）※隔週
- 下和田ヒロキRe:Qの夜「居酒屋ひーちゃん」（2017年10月12日 - 2018年4月26日）※隔週
- 種﨑敦美と潘めぐみの番組名も募集します!（2016年10月4日 - 2018年5月1日）※隔週
- 裏ヴァン!!（2015年10月8日 - 2018年5月3日）
- ラジオ ヴァンガードG Z（2017年10月28日 - 2018年5月5日）
- 日本一RADIO（2010年7月13日 - 2018年6月20日）※月2回
- 鈴木このみと久野美咲のLOST SONG RADIO（2017年12月25日 - 2018年7月2日）
- 全国アイドルカレッジ普及推進委員会（2015年10月7日 - 2018年7月18日）
- ラジオ 七つの大罪 ホークトークの復活（2017年12月27日 - 2018年7月25日）※隔週
- 「魔法少女サイト」とある不幸な少女たちのラジオ（2018年4月5日 - 7月26日）※隔週
- 山口勝平・星守紗凪のかっぺい流!?ボイス道場!（2017年9月4日- 2018年8月20日）※隔週
- ラジオ 神撃のバハムート バハラジ（2013年12月11日 - 2018年8月29日）
- ソードアート・オンライン オルタナティブ ガンゲイル・オフライン（2018年2月28日 - 9月26日）
- ラジオ 七つの大罪 天空のホークトーク（2018年8月8日 - 10月3日）
- 異世界魔王と芹澤優と和氣あず未（2018年6月28日 - 10月5日）※月2回
- 株式会社CO通（2016年2月2日 - 2018年10月29日）
- Wake Up, Girls!のがんばっぺレディオ!（2016年4月8日 - 2018年12月28日）
- 高田憂希・千本木彩花のしゃかりきちゃん（2017年10月16日 - 2018年12月28日）※隔週

##### 2019年
- ラジオ フレームアームズ・ガール改（2018年4月25日 - 2019年3月27日）※毎月第2・第4水曜日
- 喜多村英梨のradioキタエリ×モード（2017年5月16日 - 2019年4月2日）※隔週
- 転生したらスライムだった件 ジュラの森放送局（2018年9月27日 - 2019年4月4日）
- RY'sのアイオケ♪RADIO（2017年10月9日 - 2019年4月7日）
- マドリガルRADIO（2019年2月5日 - 4月8日）
- スタパレディオ（2016年4月4日 - 8月29日、2018年2月7日 - 2019年5月1日）※毎月第1水曜日
- RADIO KNOCK OUT（2018年6月9日 - 2019年5月17日）
- アバロンスクールPresents!声優下和田／川原の褒めて伸ばすラジオ（2018年2月3日 - 2019年5月23日）
- ポチとミケの賭ケグルイラジオ（2017年9月7日 - 2019年6月4日）※隔週
- 悠久のユーフォリア アガスティア異世界放送局（2018年11月17日 - 2019年7月17日）※隔週
- ラジオファイト!! ヴァンガード（2018年5月5日 - 2019年8月24日）
- こんにちは！なんじょーさん!!（2019年5月15日 - 8月28日）
- Stray Sheep Paradise 放送部 超☆ルクルの部屋（2019年7月28日 - 8月28日）
- バンドリ! ガルパラジオ with Afterglow（2017年10月7日 - 2019年9月27日）
- プリ☆チャンラジオ（2019年8月20日 - 10月11日）
- 千菅春香と種﨑敦美の「はなそ!」（2018年7月6日 - 2019年12月20日）

##### 2020年
- ラブライブ!虹ヶ咲学園 〜お昼休み放送室〜（2018年6月21日 - 2020年2月6日）（後番組　ラブライブ！虹ヶ咲学園 ～おはよう放送室～）
- アサシンズプラジオ（2019年10月10日 - 2020年2月7日）
- 古河徹人のお待たせ！子猫ちゃん（2019年11月5日 - 2020年3月17日)※隔週
- 愛理と菜々海と澤潟のれおぱーど・すくーる 〜ダメ出しください!〜 → れおぱーど・すくーる 〜Lesson2〜（2017年6月7日 - 2020年3月25日）
- 茅原実里のradio minorhythm（2018年4月4日 -  2020年3月25日）※ランティスウェブラジオより移籍
- 夜中メイクが気になったから（2012年6月4日 - 2020年3月29日）
- ネコぱらじお（2020年1月1日- 4月2日)※隔週
- Septet Chords 〜Radio Konzert〜（2018年5月11日 - 2020年4月10日）※第2・第4金曜日
- TVアニメ カードキャプターさくら クリアカード編 ハピネスメモリーズ 〜ハピメモラジオ〜（2019年2月26日 - 2020年5月19日)※隔週
- Reバースラジオ～修行編～（2019年10月8日 - 2020年5月19日）
- Lumina Charisのルミカリキュラム!（2017年7月28日 - 2020年6月26日[5]）
- この素晴らしいラジオに祝福を!（2016年7月5日 - 2017年7月25日、2019年1月1日 - 2020年7月21日）
- 言霊少女 presents ソウスピラジオ♪（2019年11月12日 - 2020年8月13日）
- Argonavis ラジオライン（2019年6月11日 - 2020年8月25日）
- 山口勝平の「しゅみじん。」ラジオ！（2020年3月4日 - 8月25日）
- バンドリ！ ガールズバンドパーティー！presents Afterglowの夕焼けSTUDIO（2019年10月5日 - 2020年9月26日）
- D4DJピキピキRADIO（2020年2月17日 - 9月28日）
- 立花子&悠里&未涼のシェアラジオ（2016年4月8日 - 2020年10月2日）※月2回
- RADIO 1000ちゃんねる（2017年6月9日 - 2020年10月23日）※月2回
- アサルトリリィ　ラジオガーデン（2020年6月1日 - 12月28日）

##### 2021年
- たなか久美の御城勉強ラジヲ～オールスターキャッスル～（2017年11月21日 - 2021年2月9日）※隔週
- D4DJ presents Merm4idの RADIO BIG W4VE!!!!PLUS（2021年1月2日 - 3月27日）
- アサルトリリィ　ラジオガーデン‐GROWING‐（2021年1月4日 - 3月29日）（後番組　アサルトリリィ　ラジオガーデン‐OVERFLOW‐）
- RoseliaのRADIO SHOUT!（2017年10月18日 - 2021年3月31日）
- D4DJ presents Happy Around!のぐるぐる RADIO TIME!!（2021年1月7日 - 4月1日）（後番組　D4DJ ぐるぐるＲＡＤＩＯＴＩＭＥ！！∼陽葉学園放送室∼）
- ラジオ「五等分の花嫁∬」（2021年1月29日 - 6月25日）
- D4DJ ぐるぐるＲＡＤＩＯＴＩＭＥ！！∼陽葉学園放送室∼（2021年4月8日 - 12月30日）（後番組　D4DJ presents アニソン・ブレイク!!!!）

##### 2022年
- ラブライブ！虹ヶ咲学園 ～おはよう放送室～（2020年2月20日 - 2022年1月20日）（後番組　ラブライブ！虹ヶ咲学園 ～放課後放送室～）
- RAISE A SUILENのRADIO R･I･O･T（2019年1月24日 - 2022年6月30日）
- 青山なぎさ・熊田茜音のnow training!!（2021年11月1日 - 2022年10月31日）
- バンドリ!ポッピンラジオ!（2016年10月3日 - ）
- ARGONAVIS ナビゲーターラジオ（2020年9月22日 - ）
- Pastel＊Palettesのしゅわりんラジオ（2021年5月3日 - ）
- D4DJ presents 燐舞曲の「今宵、海を見つめて」（2021年1月5日 - ）
- ROAD59 -新時代任侠特区-　お嬢のよりみちラジオ（2021年3月17日 - ）
- バトルアスリーテス大運動会 ReSTART!ラジオ・音楽部（2021年3月17日 - ）
- レオパは砕けない（2020年4月1日 - )
- 南條愛乃・エオルゼアより愛をこめて（2014年11月7日 - ）
- 徳井青空のまぁるくなぁれ!（2016年10月7日 - ）
- ちょうみりょうぱーてぃー（2018年6月1日 - ）※第1・第3金曜日
- 星めぐり学園presents 京子と帝の☆VTuberだからOK☆（2021年4月2日 - ）
- バンドリ！ガールズバンドパーティ！ presents モニカラジオ（2020年4月7日 - ）
- バンドリ！ ガールズバンドパーティー！presents Afterglowの夕焼けSTUDIO＋（2020年10月3日 - ）
- ハロー、ハッピーワールド！のRadioすまいる！（2021年5月9日 - ）

##### 2024年
- ワンルーム、日当たり普通、天使つき。』よいこのラジオ大百科（2024年4月12日 - 6月28日）

#### FRESH! 響チャンネル
- 小林裕介・石上静香のゆずらないラジオ（2018年4月11日 - 2019年6月26日）
- 仲村宗悟・Machicoのらくおん（2018年4月9日 - 2019年6月）
- 日笠・日高のお日様ぐみ!(2018年2月8日 - 2019年8月1日)
- 森嶋秀太・天野七瑠・鮎川太陽のゴールデンMAX（2018年12月21日 - 2019年12月20日）

#### 響ラジオチャンネル
- 小林裕介・石上静香のゆずらないラジオ（2019年7月 - 2020年3月）
- 津田健次郎・大河元気のジョシ禁ラジオ!! （2018年4月13日 - 2020年9月）
- 仲村宗悟・Machicoのらくおんf（2019年7月 - 2020年11月）
- 大坪由佳・青山吉能の週末、何してる?（2018年4月12日 - 2020年12月24日）